# Прет
Прет, також Пройт (дав.-гр. Προίτος) — у давньогрецькій міфології син Абанта, брат Акрісія, міфічний владар Тиринфа.
Після смерті брати пересварилися між собою і Акрісій вигнав Прета з міста. За переказами, саме під час цієї війни було винайдено щит. Переможений вирішив шукати щастя за морем і вирушив до Лікії. Після перемог над ворогами лікійського царя Іобата, той віддав йому в дружини свою доньку Сфенебею та пообіцяв допомогу у відвоюванні батьківського трону. Прет повернувся до Греції, але здолати Акрісія так і не зміг.
У вирішальній битві полягло чимало бійців з обох боків, проте завершилася вона нічиєю. На місці бою брати встановили пам'ятник усім загиблим у вигляді піраміди і домовилися розділити батьківську спадщину навпіл. За Акрісієм залишився Аргос, Прету дістався Тиринф — містечко на півшляху від Аргоса до Навпліону. Завдяки будівничим, яких Прет привів із собою з Лікії і які отримали в міфах ім'я циклопів (тобто «круглооких» — можливо завдяки своїй незвичній зовнішності), місто було перетворене на непристуну фортецю (Гомер іменує Тиринф «міцностінним»).
Прет надав у Тиринфі прихисток коринфському царевичу Беллерофонту. Але той, на свою біду, приглянувся дружині Прета Сфенебеї. Та обмовила його перед чоловіком і той не знайшов нічого кращого, як відправити Беллерофонта до Лікії, передавши з собою листа до тестя з проханням вбити посланця. Але Іобату коринфянин приглянувся. До того ж Беллерофонт переміг усіх ворогів лікійського царя. Тож зрештою Йобат не лише розповів йому про підступи Прета, а й оженив на ще одній своїй доньці Філоні (за іншими варіантами — Антіклеї або Кассандрі) і навіть заповів своє царство.
За однією з версій міфу Прет звабив власну небогу — єдину доньку Акрісія Данаю. Акрісій, щоб приховати ганьбу, замкнув царівну у так званій «мідній коморі», в якій ховав успадковане від пращурів золото. Коли ж Даная народила сина Персея (поширеніший варіант міфу дотримується версії, що Данаю вже в ув'язненні звабив сам Зевс, який перетворився на золотий дощ), вигнав їх обох з Аргоса.
Боги покарали Прета тим, що наслали безумство на його власних доньок. Для їхнього лікування Прет закликав віщуна Мелампода, що зажадав як винагороду третину царства. Тоді божевілля поширилося на інших жінок, які почали вбивати своїх дітей. Прет нібито мусив віддати за лікування дві третини царства. Віщун вилікував Претід і одружився з однією з них.
Сам Прет зрештою загинув від руки Персея (за допомогою голови Медузи Горгони перетворений на камінь), який після цього отримав владу над Тиринфом.